# モントリオール・フォーラム
モントリオール・フォーラム（Montreal Forum、仏: Forum de Montréal）は、カナダケベック州モントリオールにあった屋内アリーナ。

## 概要
1924年11月29日に150万ドルの建設費を投じて落成。1938年までモントリオール・マルーンズ、閉場まで70年に渡りモントリオール・カナディアンズの本拠地として使用されていた。
1976年モントリオールオリンピックでは体操競技とハンドボール、バスケットボール、バレーボール、ボクシング決勝の舞台として使用されていた。
カナダのスポーティング・ニュースではホッケー史に残る建築物としても評価され、スタンレー・カップ決勝やNHLオールスターゲームの会場としても何度も開催されていた。
しかし建物の老朽化などで1996年に閉場した。その際、「長年、愛していただいたファンの皆様のために」という事で、実際に使用されていた座席を一般に売り出したことがあった。